# Jednostka astronomiczna
Jednostka astronomiczna, oznaczenie au (dawniej również AU od ang. astronomical unit, w języku polskim czasem stosowany jest skrót j.a.) – pozaukładowa jednostka odległości używana w astronomii równa dokładnie 149 597 870 700 m. Dystans ten odpowiada w przybliżeniu średniej odległości Ziemi od Słońca. Obecna definicja i oznaczenie zostały przyjęte podczas posiedzenia Międzynarodowej Unii Astronomicznej w Pekinie w 2012 roku. W obliczeniach szacunkowych przyjmowana jest zazwyczaj wartość przybliżona, ok. 150 mln km.
Wcześniej obowiązująca definicja brzmiała:
Jednostka astronomiczna jest długością promienia niezaburzonej orbity kołowej ciała o masie znikomo małej, które krąży dookoła Słońca z okresem 365,2568983 dnia (365 d 6 h 9 min 56 s, tzw. rok gaussowski). Inaczej – ma ono prędkość kątową 0,01720209895 radiana na dobę mającą 86400 sekund efemerydalnych.
Jednostka astronomiczna była równa długości półosi wielkiej orbity Ziemi, czyli 149 597 887 km. Wcześniej, do roku 1961, przyjmowano ją jako równą 149 500 000 km, później 149 457 000 km.
Jednostka astronomiczna jest wygodna do określania odległości między obiektami w Układzie Słonecznym. Stosuje się ją również w opisie innych układów planetarnych i wszędzie tam, gdzie występują odległości porównywalnego rzędu, np. w układach podwójnych gwiazd.

## Przykładowe odległości wyrażone w jednostkach astronomicznych
- średnia odległość Księżyca od Ziemi – 0,0026 au
- średnia odległość Ziemi od Słońca – 1 au
- średnia odległość Jowisza od Słońca – 5,203 au
- średnica Betelgezy – ok. 3–5 au
- średnia odległość Plutona od Słońca – 39,5 au
- odległość sondy Voyager 2 od Słońca (stan na 2.03.2024) – ok. 136,40 au
- odległość sondy Voyager 1 od Słońca (najdalej od Ziemi przebywająca sonda kosmiczna wysłana przez człowieka; stan na 2.03.2024) – ok. 162,79 au[6]
- rok świetlny – 63 241 au
- parsek – 206 265 au